# Репьюниты
Репью́ниты (англ. repunit, от repeated unit — повторённая единица) — натуральные числа {\displaystyle R(b,n)}, запись которых в системе счисления с основанием {\displaystyle b>1} состоит из одних единиц. В десятичной системе счисления репьюниты обозначаются {\displaystyle R_{n}}: {\displaystyle R_{1}=1}, {\displaystyle R_{2}=11}, {\displaystyle R_{3}=111} и т. д., и общий вид для них:
{\displaystyle R_{n}={\frac {10^{n}-1}{9}},\quad n=1,2,3,\ldots }
Репьюниты являются частным случаем репдигитов.

## Факторизация десятичных репьюнитов
(Простые числа в факторизациях, окрашенные в коричневый цвет, означают, что это новые простые числа в факторизациях Rn, которые не делят Rk для всех k < n)
| R1 =  | 1                    |
| R2 =  | 11                   |
| R3 =  | 3 · 37               |
| R4 =  | 11 · 101             |
| R5 =  | 41 · 271             |
| R6 =  | 3 · 7 · 11 · 13 · 37 |
| R7 =  | 239 · 4649           |
| R8 =  | 11 · 73 · 101 · 137  |
| R9 =  | 32 · 37 · 333667     |
| R10 = | 11 · 41 · 271 · 9091 |

| R11 = | 21649 · 513239                              |
| R12 = | 3 · 7 · 11 · 13 · 37 · 101 · 9901           |
| R13 = | 53 · 79 · 265371653                         |
| R14 = | 11 · 239 · 4649 · 909091                    |
| R15 = | 3 · 31 · 37 · 41 · 271 · 2906161            |
| R16 = | 11 · 17 · 73 · 101 · 137 · 5882353          |
| R17 = | 2071723 · 5363222357                        |
| R18 = | 32 · 7 · 11 · 13 · 19 · 37 · 52579 · 333667 |
| R19 = | 1111111111111111111                         |
| R20 = | 11 · 41 · 101 · 271 · 3541 · 9091 · 27961   |

| R21 = | 3 · 37 · 43 · 239 · 1933 · 4649 · 10838689                               |
| R22 = | 112 · 23 · 4093 · 8779 · 21649 · 513239                                  |
| R23 = | 11111111111111111111111                                                  |
| R24 = | 3 · 7 · 11 · 13 · 37 · 73 · 101 · 137 · 9901 · 99990001                  |
| R25 = | 41 · 271 · 21401 · 25601 · 182521213001                                  |
| R26 = | 11 · 53 · 79 · 859 · 265371653 · 1058313049                              |
| R27 = | 3 · 37 · 757 · 333667 · 440334654777631                                  |
| R28 = | 11 · 29 · 101 · 239 · 281 · 4649 · 909091 · 121499449                    |
| R29 = | 3191 · 16763 · 43037 · 62003 · 77843839397                               |
| R30 = | 3 · 7 · 11 · 13 · 31 · 37 · 41 · 211 · 241 · 271 · 2161 · 9091 · 2906161 |

| R31 = | 2791 · 6943319 · 57336415063790604359                                       |
| R32 = | 11 · 17 · 73 · 101 · 137 · 353 · 449 · 641 · 1409 · 69857 · 5882353         |
| R33 = | 3 · 37 · 67 · 21649 · 513239 · 1344628210313298373                          |
| R34 = | 11 · 103 · 4013 · 2071723 · 5363222357 · 21993833369                        |
| R35 = | 41 · 71 · 239 · 271 · 4649 · 123551 · 102598800232111471                    |
| R36 = | 32 · 7 · 11 · 13 · 19 · 37 · 101 · 9901 · 52579 · 333667 · 999999000001     |
| R37 = | 2028119 · 247629013 · 2212394296770203368013                                |
| R38 = | 11 · 909090909090909091 · 1111111111111111111                               |
| R39 = | 3 · 37 · 53 · 79 · 265371653 · 900900900900990990990991                     |
| R40 = | 11 · 41 · 73 · 101 · 137 · 271 · 3541 · 9091 · 27961 · 1676321 · 5964848081 |

## Свойства
- На 2022 год известно только 11 простых репьюнитов {\displaystyle R_{n}} для n, равных[3]:

2, 19, 23, 317, 1031, 49 081, 86 453, 109 297, 270 343, 5 794 777, 8 177 207 (последовательность A004023 в OEIS)
Очевидно, что индексы простых репьюнитов также являются простыми числами.
- В результате умножения {\displaystyle R_{i}\cdot R_{j}} при {\displaystyle 9\geq i\geq j} получается палиндромическое число вида {\displaystyle (12\ldots j\ldots 21)} из {\displaystyle i+j-1} цифр с цифрой {\displaystyle j} посередине.
- Репьюнит 11 111 111 111 111 111 111 является самопорождённым числом.
- Всякое положительное кратное репьюнита {\displaystyle R_{n}} содержит не менее n ненулевых цифр.
- Репьюнит как сумма последовательных квадратов. Число 1111 можно представить в виде суммы квадратов нескольких последовательных натуральных чисел: {\displaystyle 1111=\sum \limits _{n=11}^{16}n^{2}}. Очевидно, что единица также удовлетворяет данному условию. Других таких репьюнитов нет вплоть до длины 251 включительно.

## В культуре
В честь репьюнитов назван астероид (11111) Репьюнит, порядковый номер которого — {\displaystyle R_{5}}.